# Robert K. Logan
Robert K. Logan (31 de agosto de 1939) es un físico y ecologista de los medios de comunicación estadounidense.

## Biografía
Logan obtuvo una licenciatura y un doctorado en Física en el Instituto Tecnológico de Massachusetts (MIT) en 1961 y 1965, respectivamente. Tras dos colaboraciones postdoctorales en la Universidad de Illinois (1965-67) y la Universidad de Toronto (1967-68), se convirtió en profesor de física de Dicha universidad y profesor emérito desde 2005. Sus trabajos más conocidos son The Alphabet Effect, basado en un trabajo realizado en colaboración con el filósofo y teórico de la comunicación, Marshall McLuhan; The Sixth Language: Learning a Living in the Internet Age y The Extended Mind: The Emergence of Language, the Human Mind and Culture. Desde 2007 es director científico del Strategic Innovation Lab del Ontario College of Art and Design (OCAD, Toronto).
En septiembre de 2010, Logan fundó la McLuhan Legacy Network, una organización sin fines de lucro con sede en Toronto dedicada a renovar el legado de McLuhan y a celebrar el centenario de su nacimiento en 2011.